# 1838 dans le catholicisme
Chronologie du catholicisme
- 1834
- 1835
- 1836
- 1837
- 1838
- 1839
- 1840
- 1841
- 1842

Cet article présente les faits marquants de l'année 1838 dans le catholicisme.

## Évènements
- 12 février : Création de 9 cardinaux par Grégoire XVI.
- 13 septembre : Création de 3 cardinaux par Grégoire XVI.
- 21 au 26 octobre : Synode d'Aix-en-Provence de 1838 pour demander de modifier le nom de la « fête de la Conception de la sainte Vierge » en ajoutant l'adjectif latin immaculata au nom conceptione.
- 30 novembre : Création d'un cardinal par Grégoire XVI.

## Naissance
- 26 février : Jaume Cardona Tur, prélat espagnol, ordinaire militaire († 4 janvier 1923)

## Décès
- 17 mai : Charles-Maurice de Talleyrand-Périgord, prélat français, évêque d'Autun puis homme politique (° 13 février 1754)
- 5 juillet : Joseph Havard, vicaire apostolique du Tonking Occidental et évêque titulaire de Castorie (de) (° 2 novembre 1790)
- 7 août : Jean-François Van de Velde, prélat belge, évêque de Gand (° 8 septembre 1779)
- 3 novembre : Étienne Blanquet de Rouville, prélat français, évêque auxiliaire de Reims et évêque titulaire de Numidie (de) (° 18 juin 1768)
- 14 novembre : Giovanni Antonio Benvenuti, cardinal italien, évêque d'Osimo et Cingoli (° 15 mai 1765)